# 码头风云
《岸上風雲》（英語：On the Waterfront）是一部于1954年上映的美国犯罪电影，反映了1950年代初期纽约港各种势力互相斗争的情形。导演為伊利亚·卡赞，由马龙·白兰度主演。本片改編自麥爾肯·強森於1948年11至12月在《紐約太陽報》刊登的一系列文章 "Crime on the Waterfront"，並在1949年獲得普立茲地方新聞報導獎。这部电影在奥斯卡奖评选中，获得了最佳影片、最佳导演、最佳男主角（马龙·白兰度）、最佳女配角（爱娃·玛丽·森特）、最佳艺术指导、最佳摄影、最佳原创剧本、最佳剪辑8项大奖。

## 劇情
在當代的紐約港，黑社會的勢力向碼頭工會中渗透，在以工會頭目強尼·佛蘭特為首的惡勢力控制下，無辜的工人忍飢挨餓，多日失業。昔日曾任職業拳擊手的泰瑞·馬洛伊，現於紐約港當碼頭裝卸工人，並為強尼跑腿。泰瑞的朋友喬伊勇敢地向犯罪委員會揭發他們的黑暗力量，結果卻造成泰瑞的哥哥查理奉強尼之命，將喬伊從樓頂上推下致死。
不久，泰瑞結識了喬伊的妹妹伊蒂。伊蒂親眼目睹碼頭工人的悲慘生活，尤其看到自己的哥哥為工人出頭說了幾句話就慘遭殺害，決心和教區牧師貝利神父一起為碼頭工人伸張正義。她的父親堅持反對，他希望女兒能回到學校，將來成為有教養的人，不再受勞役之苦。喬伊死時在場的泰瑞目睹了一切，他同情伊蒂的遭遇，幫助她逃離黑社會迫害。在和伊蒂的接觸中，他告訴伊蒂自己的人生哲學是「在別人能動手之前，自己就該先動手」，伊蒂則是指責他缺乏理想和感情的火花，甚至沒有絲毫人類的仁愛。而泰瑞聞言後深深地受到觸動，他感受到伊蒂是如此純淨和富有感情。
相處過程中，兩人漸漸產生了愛情。可是因為對黑幫的忠誠和黑幫的幫規，泰瑞還在猶疑不定。此時「犯罪調查委員會」開始調查喬伊之死，碼頭工人諾蘭因願意作證而遭黑幫殺害。同時，查理又奉強尼之命要殺死泰瑞，但查理出於手足之情向泰瑞吐露實情，使泰瑞逃過追殺，而自己卻被黑幫殺害。愛情的感召以及胞兄的慘死迫使泰瑞揭發強尼的罪行，兩人在眾目睽睽之下大打出手，強尼不敵泰瑞的拳擊技巧，強尼的手下於是上前助陣將泰瑞打得死去活來，倒地不起。就在此時神父和伊蒂趕到，碼頭工人們圍上來了，血淋淋的事實就在眼前，讓工人們完全覺醒。泰瑞最後終於獲得碼頭工人的支持。

## 角色

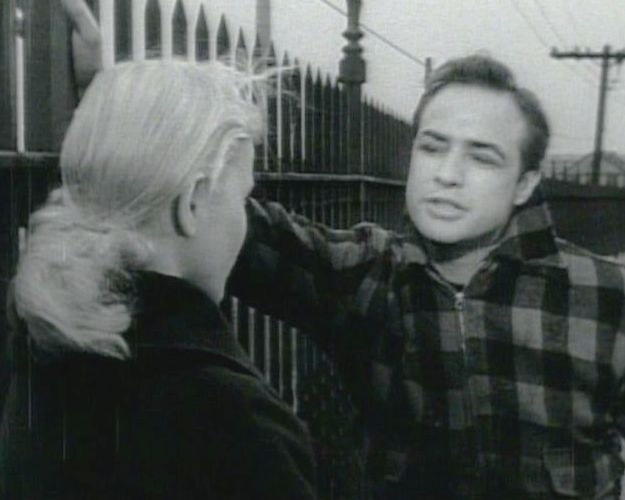
馬龍·白蘭度飾演Terry Malloy，伊娃·瑪莉·聖飾演Edie Doyle

- 馬龍·白蘭度 飾泰瑞·馬洛伊（Terry Malloy），碼頭裝卸工人
- 洛·史德加 飾查理·馬洛伊（Charley "The Gent" Malloy），泰瑞的哥哥
- 伊娃·瑪莉·聖 飾伊蒂·道爾（Edie Doyle），泰瑞的朋友喬伊的妹妹
- 卡尔·莫尔登 飾貝利神父（Father Barry），教區神父
- 李·J·柯柏（英语：Lee J. Cobb） 飾強尼‧弗蘭德利（Johnny Friendly），工會頭目，惡勢力头目
- 派特·漢寧（Pat Henning） 飾提摩西·杜根（Timothy J. "Kayo" Dugan）
- 約翰·F·漢彌頓（John F. Hamilton） 飾 'Pop' Doyle
- 班·華格納（Ben Wagner） 飾 喬伊·道爾（Joey Doyle），伊蒂的哥哥
- 詹姆斯·威斯特菲爾（英语：James Westerfield） 飾 Big Mac
- 佛萊德·葛溫（英语：Fred Gwynne） 飾 Mladen "Slim" Sekulovich
- 李夫·艾瑞克森（英语：Leif Erickson (actor)） 飾 Lead Investigator for Crime Commission
- 馬丁·波桑（英语：Martin Balsam） 飾 Gillette（未掛名）
- 凱瑟琳·麥葛雷格（英语：Katherine MacGregor） 飾 a Longshoreman's Mother（未掛名）
- 帕特·亨格爾 飾 酒保（未掛名）
- Nehemiah Persoff（英语：Nehemiah Persoff） 飾 計程車司機（未掛名）